# Alain Traoré
Alain Traoré   (Bobo-Dioulasso, 1 de gener de 1988) és un exfutbolista de Burkina Faso de la dècada de 2010.
Fou internacional amb la selecció de futbol de Burkina Faso.
Pel que fa a clubs, destacà a AJ Auxerre.